# Rex Mundi
Pour les articles homonymes, voir Rex Mundi (comics) (en).
Rex Mundi (« roi du monde », en latin) est un groupe de pirates informatiques, plus précisément des cybercriminels, spécialisés dans le chantage sur internet.
Leur technique favorite consiste à extorquer la base clientèle d'entreprises spécialisées dans la finance pour ensuite les menacer de divulguer au grand public contre versement de rançon, la liste avec l'identité, l'adresse, le numéro de téléphone ou le mot passe des clients, ce qui peut être compromettant pour les sociétés comme pour leur clientèle. 
Le groupe Rex Mundi compte à ce jour parmi ses victimes la banque franco-belge Dexia, une société belge d’intérim, une société américaine spécialisée dans le crédit Americash Advance, la société française Créditpret, une banque niçoise, l’hébergeur belge Alfa Hosting, la société française Numéricable et le câblo-distributeur belge Voo.
Le 29 mai 2014, Rex Mundi déclare avoir piraté les données de 800 patients des serveurs de la société belge Xperthis, spécialisée dans les technologies de la communication des hôpitaux, mais ce piratage ressemble plus à un pétard mouillé. Il s'agit en réalité de données vieilles de dix ans, les informations de contact de 800 professionnels et étudiants qui s'étaient à l'époque inscrits aux newsletters de l'entreprise. Les hackeurs réclament une rançon de 15 000 €.
Le 9 juin 2014, c'est au tour du site de Domino's Pizza d'être attaqué. Les pirates réussissent à s'emparer de plus de 650 000 informations confidentielles concernant les clients belges et français de l'enseigne. Une rançon de 30 000 € a été demandée, et à la suite du refus de l'enseigne, les données sortent sur internet. Identité, adresse voire parfois code d'immeuble des clients furent ainsi postées sur le web. Cependant la marque affirme qu'aucune donnée bancaire n'a été publiée.
Le 14 juin 2018, Europol annonce dans un communiqué avoir arrêté l'un des membres de ce groupe dans le cadre d'une opération de police conjointe avec les autorités Britanniques et Thai.